# Alfred Spyra
Alfred Spyra, także Emil Spyra (ur. 22 sierpnia 1930 w Borowej Wsi, zm. 21 sierpnia 1999) – polski żużlowiec.
W rozgrywkach o Drużynowe Mistrzostwo Polski startował w latach 1949–1957, reprezentując kluby Budowlanych (Górnika) Rybnik (1949–1951, 1954–1955), Gwardii Bydgoszcz (1952–1953) oraz Gwardii Katowice (1957). Był czterokrotnym medalistą DMP: srebrnym (1950) oraz trzykrotnie brązowym (1951, 1952, 1953). Dwukrotnie startował w finałach Indywidualnych Mistrzostw Polski: w 1950 r. w Krakowie zajął XII m., a w 1951 r. we Wrocławiu zdobył srebrny medal.